# Pagasa insperata
Pagasa insperata är en insektsart som beskrevs av Hussey 1953. Pagasa insperata ingår i släktet Pagasa och familjen fältrovskinnbaggar. Inga underarter finns listade i Catalogue of Life.